# 由良御前

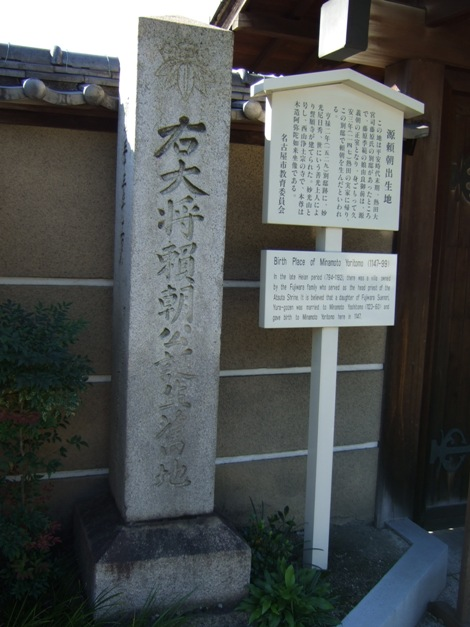
名古屋市熱田区誓願寺にある「右大将頼朝公誕生舊地」の碑。この地で由良御前が頼朝を出産したとされる

由良御前（ゆらごぜん、生年未詳 - 保元4年3月1日（1159年3月22日））は、平安時代末期の女性。本名未詳、熱田神宮の伝承で由良姫と呼ばれ、系図では大進局とある。源義朝の正室で、源頼朝の母。

## 経歴
熱田大宮司・藤原季範を父として尾張国に生まれる。系図類では女子の三番目に記載されているが正確な生誕の順序ははっきりとは判らない。当時の熱田大宮司家は、男子は後に後白河院の北面武士となるものが多く、女子には後白河院母の待賢門院や姉の統子内親王（上西門院）に仕える女房がいるため待賢門院や後白河院・上西門院に近い立場にあったと思われる。由良御前自身も上西門院の女房であった可能性が示唆されている。
久安年間頃に源義朝と結婚したと推測され、義朝との間に頼朝、希義、坊門姫をもうける（義門も彼女所生ではないかとの説もある）。
保元元年（1156年）に起きた保元の乱においては由良御前の実家熱田大宮司家は義朝の軍勢に兵を送って援護した。また、頼朝は保元3年（1158年）、熱田大宮司家と縁の深い統子内親王の立后にあたり皇后に仕える「皇后宮少進」に任命され、翌保元4年（1159年）2月に統子内親王が女院号宣下されると頼朝はその蔵人に任命された。
同年3月1日、由良御前は死去した。平治の乱の9ヶ月前のことであった。

## 死後
平治の乱では由良の兄弟である藤原範忠は義朝敗死後に甥の希義を捕らえて朝廷に差し出している。一方、弟の祐範は頼朝の伊豆国配流の際に郎従を1人派遣し、その後も毎月使者を送っている。
文治4年（1188年）、奥州藤原氏を滅ぼそうと考えていた頼朝は「亡母のため五重の塔を造営すること」「重厄のため殺生を禁断すること」を理由に年内の軍事行動はしないことを表明している。翌文治5年（1189年）6月9日、頼朝は鎌倉で亡母の追善のため、鶴岡八幡宮に塔を建立し、都から導師を呼んで盛大な供養を行い、後白河院から馬や錦を贈られている。